# Moate
Moate (in irlandese: An Móta) è una cittadina nella contea di Westmeath, in Irlanda.